# Bironové
Bironové (německy původně Bühren, později Biron von Curland - Kuronští Bironové) je baltský německý šlechtický rod, který během 18. století vládl v Kuronsko-zemgalském vévodství (léno polské koruny) na území dnešního Lotyšska. Bironové se stali vládci baltského vévodství po vymřelých Kettlerech díky přízni, které se těšil Arnošt Jan Biron u ruské carevny Anny Ivanovny.

## Historie rodu

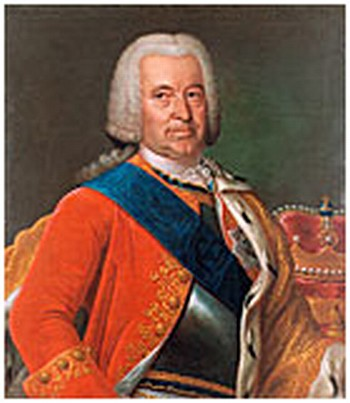
Arnošt Jan Biron

V roce 1740 byl Arnošt Jan Biron umírající carevnou ustanoven opatrovníkem nástupce carského trůnu, Ivana VI., a jmenován regentem do carevičovy plnoletosti. Po smrti carevny Anny Ivanovny 17. října téhož roku, okamžitě převzal vládu. Neudržel se však dlouho, neboť proti němu vystoupila matka malého cara, Anna Leopoldovna.
V noci 9. listopadu 1740 byl Arnošt Jan Biron uvězněn a o několik dní později dekretem nové regentky zbaven vlády. Byl obviněn z vlastizrady a odsouzen k smrti. Anna Leopoldovna nicméně dodatečně změnila výrok soudu a poslala Birona s rodinou do sibiřského vyhnanství. Kníže pozbyl všech hodností, titulů, úřadů i majetku a byl 13. července roku 1741 v doprovodu stráží odvezen do Pelymu v Tobolské gubernii. Na Sibiři měl zůstat až do své smrti. V Kuronsku kromě pokusu ustanovit novým knížetem polního maršála Ludvíka Arnošta Brunšvicko-Lünebursko-Bevernského nastalo několikaleté interregnum.
Za vlády carevny Alžběty I. Petrovny se osud Arnošta Jana Birona poněkud zlepšil. Panovnice zmírnila výrok své předchůdkyně a změnila vyhnanství na domácí vězení. Trůnu zbavený kuronský vévoda se usadil v Jaroslavli na Volze, měl k dispozici palác se služebnictvem, knihovnu a stádo koní, mohl rovněž pořádat lovy. Přesto však byl stále vězněm pod kontrolou státu a neměl právo se vrátit do hlavního města. Teprve v roce 1762 car Petr III. dovolil Bironovi vrátit se do Petrohradu, vrátil mu dokonce i úřady a řády.
V roce 1763 za vlády carevny Kateřiny II. byl Biron využit k posílení ruské politiky v Polsku a protekcí panovnice znovu usazen na trůn Kuronského vévodství, kde již několik let vládl syn polského krále Augusta III., Karel Kristián. Po návratu na trůn začal Biron rychle v Kuronsku zavádět absolutistickou vládu. Započal s výstavbou okázalých palácových rezidencí v Jelgavě a v Rundāle (ta bývá často označována za baltské Versailles). Jako postarší člověk však již nebyl schopen sám řídit vládu a fakticky jeho jménem vládl jako regent jeho syn Petr Biron. V roce 1769 Arnošt Jan Biron rezignoval na další vládu a abdikoval.
Jeho nástupcem se stal jeho prvorozený syn Petr von Biron, který však vedl nestabilní a neúspěšnou politiku, kvůli čemuž nastaly rozpory mezi ním a správci země. K jejich urovnání se do Kuronska vrátila jeho žena Dorotea von Medem, jež byla stavy požádána o převzetí regentství za svého manžela. Situace vyústila v deputaci kuronských dvořanů do Petrohradu, kde carevna Kateřina II. Veliká, nespokojená s Petrovými vztahy s Pruskem, na sebe vzala roli prostředníka mezi stavy a vévodou. Petr se nakonec roku 1795 rozhodl vzdát vévodství a převést ho Rusku. Výměnou za abdikaci obdržel vysokou doživotní státní rentu ve výši 100 000 tolarů a jednorázovou kompenzaci za pozbyté majetky ve výši 2 000 000 rublů.
22. června i s rodinou odjel z Petrohradu a od té doby žil střídavě v Berlíně a ve svém titulárním Knížectví zaháňském v pruském Slezsku, jež získal v roce 1786. V Dolním Slezsku jeho otec již v roce 1734 získal panství Sytov (Groß Wartenberg), kterou zdědil jeho druhý syn Karel Arnošt.
Za odstupné od ruské panovnice a penzi Petr navíc zakoupil rezidence v Berlíně a Praze, panství Otyň (Deutsch Wartenberg) a Červensko (Nettkow) v Dolním Slezsku a v Čechách Náchodské panství a Chvalkovice.
Všechna tato panství později zdědily jeho čtyři dcery. Synovci Gustavovi Kalixtovi zbylo jen slezské panství Sytov po jeho dědečkovi. Majetek byl v roce 1945 jeho potomkům vyvlastněn. Ti stále nosí tituly princ nebo princezna Biron von Curland a predikát Výsost.

## Rodokmen
- Karl von Bühren 
  -  Ernst Johann von Biron (1690–1772), vévoda kuronský a zemgalský, pan sycovský
    -  Petr von Biron (1724–1800), vévoda kuronský a zemgalský, kníže zaháňský, pan sycovský
      - Kateřina Vilemína von Biron (1781–1839), princezna kuronská, kněžna zaháňská
      - Marie Luisa Paulina von Biron, princezna kuronská, kněžna zaháňská
      -  Johanna Katharina von Biron, princezna kuronská

    - Karel Arnošt von Biron (1728–1801), princ kuronský, pan sycovský
      - Gustav Kalixt von Biron (1780–1821)
        - Karl Prinz Biron von Curland (1811–1848)
        - Kalixt von Biron (1817–1882)
          - Gustav von Biron (1859–1941)
            - Karel von Biron (1907–1982) ∞ Herzeleida Pruská (1918–1989)
              - Benigna von Biron (*1939)
              - Ernest Johan von Biron (*1940), hlava rodu Bironů
              - Michael von Biron (*1944)
                - Veronika von Biron (*1970)
                - Alexander von Biron (*1972)
                - Stefanie von Biron (*1975)

            - Fridrich František von Biron (1910–1997)
              - František Kalixt von Biron (*1934)
                - Marcus von Biron (*1967)
                - Kalixta (*1975)

              - Gustav von Biron (*1941)
                - Alexandra (*1970)
                - Františka (*1975)